# Nora Fries
Nora Fries è un personaggio immaginario della DC Comics creata da Paul Dini come moglie del supercriminale Mr. Freeze all'interno della serie televisiva d'animazione Batman, prodotta nel 1992. Nora fu concepita come il motivo che spinse il marito a diventare un super criminale: trovare i fondi per poterla curare da una grave malattia, dopo averla sottoposta ad ibernazione per salvarle la vita. Negli anni 2000 il personaggio assume poi l'identità della super criminale Lazara.

## Biografia nel DCAU

### Batman
Nei due episodi dedicati a Freeze ("Cuore di ghiaccio" e "Gelo profondo"), scopriamo che, intento a salvare la moglie Nora da una rara e letale condizione, tenendola congelata finché non troverà una cura, Victor Fries sfrutta le apparecchiature del laboratorio in cui lavora senza il consenso del suo capo, Ferris Boyle. Boyle scopre dei suoi esperimenti e decide di staccare la spina, condannando Nora. Nel tentativo di fermarlo, Victor viene spinto da Boyle contro diverse sostanze chimiche che lo trasformano in un uomo incapace di poter sopravvivere a temperature che non siano sotto lo zero. Dando per morta sua moglie, Victor, ora noto come Mr. Freeze, tentò di vendicarsi su Boyle, cercando di ucciderlo via congelamento, ma fu fermato e arrestato da Batman. Freeze venne poi fatto evadere da tale Grant Walker, un futurista che gli chiese a Freeze di renderlo come lui, in cambio, Grant rivela di aver salvato Nora e che è ancora in stato di ibernazione presso i suoi laboratori. Con l'intervento di Batman e Robin, Freeze tradisce Grant e scappa via con Nora nelle profondità del Polo nord.

### SubZero
Quando la camera criogenica di Nora fu rotta, a causa di un'emersione di un sottomarino nella calotta di Freeze, a Nora non rimaneva più molto tempo da vivere. Disperato, Freeze ricattò un suo vecchio collega per aiutarlo a salvarla. Questo portò Freeze a dare la caccia a Barbara Gordon, una delle poche persone nei registri degli ospedali che avesse lo stesso gruppo sanguigno e peso di Nora. Il piano di Freeze era quello di utilizzare Barbara per un fatale trapianto di organi per salvare Nora, ma Batman intervenne. Infine, Nora fu finalmente curata dal Dr. Francis D'Anjou delle Wayne Enterprises.

### Cavaliere della notte
Secondo l'episodio "Il grande freddo", Nora aspettò il ritorno di Freeze prima di accettare di risposarsi con il suo medico. Tuttavia, Freeze non tornò, in quanto l'incidente che gli provocò il suo stato attuale, gli stava divorando il corpo, lasciando di lui solo la testa. Furioso che non avrebbe più potuto riabbracciare Nora come una persona normale, Freeze tornò al crimine, ma non per rubare, ma per distruggere le persone e le cose più care alla gente per far capire ai Gothamiti cosa stesse passando.
Il cartone animato in rete Gotham Girls rivelò anche che Nora aveva una sorella minore di nome Dora. Dora era molto vicina a Nora ma odiava Victor Fries per aver messo sua sorella in coma dopo che le fu diagnosticata la malattia. La campagna di Dora contro i vigilanti e i criminali mascherati finì per farla diventare una di loro nell'ultima puntata.

### Batman: The Adventures Continue
In questo fumetto, canonico agli eventi principali, si scopre che la malattia di Nora, purtroppo, è riemersa e l'ha finalmente uccisa. Distrutto, Mr. Freeze ruba al Sacro Ordine di Saint Dumas lo scialle di Maddalena, un artefatto che, similmente alla Sacra sindone sarebbe in grado di curare chi è in fin di vita. Negando ogni cosa, Freeze tenta di usare lo scialle per riportarla in vita, e a nulla servono le spiegazioni di Azrael e Batman nel dirgli che non può riportare in vita i morti. Freeze, quindi, congela Azrael e si appresta a fare lo stesso con Batman, ma questi fa cadere il corpo Nora dalla barella, costringendo Freeze a gettare l'arma e prenderla. Colmo dall'ira, Freeze non si accorge di un batarang, che gli spacca il casco e Batman, infine, gli congela la testa, neutralizzandolo; Freeze viene poi ricoverato nei laboratori della Wayne Ent.

### Batman of the Future
Per ora, in Batman of the Future, Nora non appare mai fisicamente; tuttavia, quando Mr. Freeze ritornò nel suo vecchio alter-ego umano, Victor Fries, nell'episodio "Meltdown", mise su la Nora Fries Foundation in sua memoria.
Nora Fries non fu mai doppiata; nella sua unica comparsa in una serie animata, era incosciente e, la si vide da sveglia solo nelle fotografie e in un numero di Batman Adventures. Jason Hall, che scrisse la sua comparsa in Batman Gotham Adventures n. 51 e Batman Adventures n. 15 stabilì che la stessa Nora fosse una scienziata. La sua personalità e la devozione per Victor furono poi spiegate nel corso dello stesso numero. Nora si sentiva colpevole in quanto il corpo di Victor stava deteriorandosi, tranne che per la testa. Il nuovo marito di Nora, Francis D'Anjou, è geloso dell'amore che Nora prova ancora per Victor e le nasconde tutte le lettere che lui le manda. Una volta che Nora scoprì che Victor a lei ci teneva ancora, dopo aver trovato una delle lettere, tentò di inseguirlo. Nora fu mostrata molto innamorata di Victor e vide velocemente passare il fatto che lui sia solo una testa per tentare di fare andare avanti le cose lo stesso, ma il passato di Victor come Freeze impedisce che ciò accada.

## Storia nel fumetto

### Malattia
Nora è una donna attraente e gentile. Incontrò Victor in una scuola rigorosa, e successivamente lo sposò. Poco dopo il matrimonio, Nora si ammalò di una malattia terminale. Victor trovò il modo di metterla in criostasi, sperando di mantenerla in vita abbastanza a lungo da trovare una cura. Nel frattempo, suo marito divenne uno dei più pericolosi nemici di Batman, Mr. Freeze. Con l'andare del tempo, Nora cominciò a spezzarsi nel suo stato ghiacciato, ma Victor riuscì a rimetterla di nuovo insieme.

### Lazara
Freeze aiutò Nyssa al Ghul creando una macchina per la Società segreta dei supercriminali che poteva essere utilizzata anche per la cattura di Batgirl. In cambio, lei lo avrebbe aiutato a riportare sua moglie in vita grazie al Pozzo di Lazzaro. Dopo gli anni passati a disgregarsi, Nora assorbì l'alchemia dei Pozzi, acquisendo il potere di evocare le fiamme e rianimare i morti.
Facendosi chiamare Lazara, divenne una super criminale.

## Poteri e abilità
Dopo essere emersa dal Pozzo di Lazzaro, Nora Fries divenne Lazara. Lazara è una super criminale che può evocare le fiamme e rianimare i morti. Incolpa suo marito Victor per la sua trasformazione.

## Altri media

### Animazione
- Nora comparve anche nell'episodio "Il grande freddo" della serie animata The Batman. In questo episodio, la si vide brevemente in una fotografia all'interno della macchina di Victor Fries, prima dell'incidente che lo trasformò nel malvagio Mr. Freeze.
- Nora compare anche nella serie animata Harley Quinn. Nella seconda stagione, dopo la caduta dell'impero del Joker, il Pinguino, Mr. Freeze, l'Enigmista, Bane e Due Facce si prendono la terra di nessuno che è divenuta Gotham, decidendo di togliersi di mezzo Harley Quinn e la sua gang, dato che si è autoproclamata regina di Gotham in quanto è colei che ha sconfitto Joker. Freeze suggerisce di congelarla anziché ucciderla, non essendo sessista come gli altri criminali, cosa gli altri accettano. Quando più tardi, Harley si libera dal ghiaccio, decide di uccidere, uno ad uno, i membri del gruppo, chiamato la Lega dell'ingiustizia, e quando arriva ad attaccare Freeze questi la cattura assieme alla sua gang. Questi poi rivela che, dopo aver fatto diversi test su ratti bianchi, potrebbe aver trovato una soluzione per Nora, ma per essere sicuri al 100% che la cura funzioni su un umano decide di usare Harley come cavia, trasmettendole la malattia. La ragazza lo convince che, se non la userà come cavia, chiederà aiuto a Edera Velenosa, che si intende di antidoti. Freeze accetta e decide di concedere un pasto ai prigionieri, assieme a Nora, congelata in un blocco ghiaccio con una cannuccia per nutrirla e con una faccia spaventata scolpita sul suo volto. Credendo che in realtà Freeze abbia congelato Nora solo per gelosia e pazzia, Harley decide di liberarla dalle sue "morbose grinfie" e la scongela, ma dal dialogo tra Freeze e sua moglie, scopre che Nora era consapevole del suo congelamento e che la "rara malattia del sangue terminale" è vera. Harley, quindi, chiama subito Edera che, effettivamente, trova una soluzione: un suo fiore potrebbe far sì che uno di loro possa ottenere lo stesso raro gruppo sanguigno di Nora, per poi compiere una trasfusione di sangue che, però, ucciderà il donatore. Freeze si offre volontario e, spiegando ad Harley che se la Lega dell'ingiustizia non l'ha uccisa è per merito suo, compie la trasfusione, morendo al posto di Nora, ora guarita dalla malattia, che piange sul cadavere di Freeze.

### Videogiochi
- Nora Fries compare nella saga videoludica di Batman: Arkham. Appare per la prima volta in Batman: Arkham City durante la missione secondaria Cuore di ghiaccio. Dopo aver sconfitto Freeze nel vecchio commissariato, questo chiederà a Batman di trovare sua moglie rapita dagli uomini di Joker. Dopo essere riuscito a trovarla, Batman comunica a Mr Freeze la sua posizione e il criminale decide di raggiungerla.
- Nora Fries torna nel DLC di Batman: Arkham Origins - Freddo Gelido Cuore dove viene presentato per la prima volta Victor Fries. Dopo aver scoperto che Nora soffre della malattia di Huntington, Fries decide di mettere sua moglie in crio stasi in una crio camera per avere il tempo di trovare una cura.
- Nora Fries ritorna per l'ultima volta nel pacchetto DLC l'era dell'Infamia di Batman: Arkham Knight. Mr Freeze chiede nuovamente l'aiuto di Batman perché i miliziani hanno rapito sua moglie nel tentativo di convincerlo a combattere Batman. Il Cavaliere Oscuro riesce a trovare la crio camera di Nora, tuttavia la donna si risveglia dopo anni di criostasi. Così Batman riporta Nora da Victor e i due abbandonano Gotham godendosi gli ultimi istanti di entrambi insieme.

### Cinema
- Nora Fries fu interpretata dalla super modella Vendela Kirsebom nel film Batman & Robin (1997). Rimase criogenicamente congelata in tutto il corso del film, e le sole battute che dice si sentono nel filmino del matrimonio con Victor Fries. In questo film, la sua malattia è l'immaginaria Sindrome di McGregor. Batman (George Clooney) rivelò che lei soffriva dello stadio più avanzato della malattia, per cui Mr. Freeze (Arnold Schwarzenegger) doveva ancora trovare una cura. Ad un certo punto nel film, la malvagia Poison Ivy (Uma Thurman), che si infatuò di Mr. Freeze e del suo potere, staccò la presa della camera criogenica di Nora Fries nel tentativo di ucciderla e avere Freeze per sé. Fallì, in quanto Batman trovò la signora Fries e ne riattivò la camera criogenica, e la mandò al Manicomio di Arkham, così che Mr. Freeze avrebbe potuto continuare i suoi studi nella laboratorio sulla cura alla malattia durante il suo imprigionamento al suo interno. Freeze utilizzò questo tempo anche per vendicarsi su Ivy, per aver cercato di uccidere sua moglie.

### Televisione

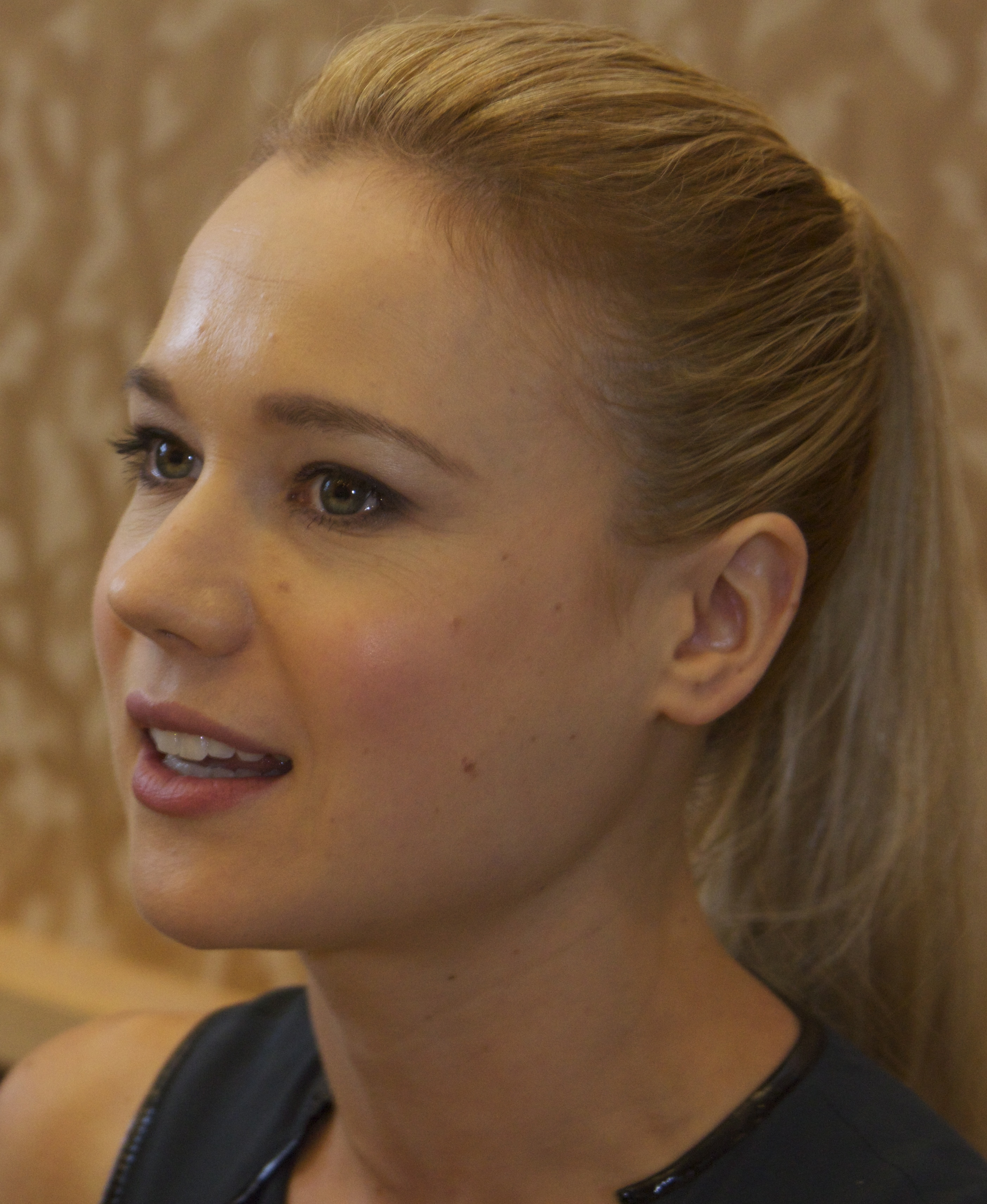
Kristen Hager interpreta Nora Fries in Gotham

- Il personaggio appare nella serie televisiva Gotham, interpretata dall'attrice Kristen Hager, molto similmente alla serie a fumetti Nora è affetta da un male incurabile, suo marito Victor, un esperto di criogenia, studia un modo per guarirla tramite il congelamento del suo corpo per poi rianimarlo, quindi usando un congegno a elio liquido con temperatura vicina allo zero assoluto testa il procedimento su alcune "cavie", tutte persone che muoiono dato che il procedimento ha degli effetti collaterali, ma poi una delle vittime congelate da Victor riesce a rianimarsi dopo lo scongelamento, dimostrando che il processo funziona. I detective Gordon e Bullock, che indagano sulla scia di morti che Victor si è lasciato alle spalle, prendono Nora in custodia, la quale non era a conoscenza degli esperimenti che suo marito stava facendo, e nonostante sia inorridita dal suo comportamento, decide di non aiutarli a catturarlo, perché in fondo lo ama. Alla donna resta poco da vivere, quindi viene trasferita ad Arkham sotto la custodia della polizia, ma Victor riesce a fare irruzione ad Arkham e porta via Nora con sé, poi cerca di guarirla con la sua arma congelante, ma quando cerca di rianimarla con lo scongelamento lei muore, infatti Nora aveva manomesso l'arma nella speranza di morire, non potendo vivere sapendo che suo marito sarebbe finito in prigione per i suoi crimini.